# Richard Campsall
Richard Campsall (asi 1280 - asi 1350) byl anglický teolog, filozof a logik. Studoval a později vyučoval na oxfordské univerzitě (nejdříve byl do roku 1306 na Balliolově koleji, v roce 1306 se stal členem slavné Mertonovy koleje). V r. 1308 získal titul magister regens pro svobodná umění (mohl je tedy vyučovat). Dále pokračoval ve studiu na teologické fakultě, kde vyučoval Sentence Petra Lombardského mezi lety 1316-17 (tedy o něco dříve než jeho současník William Ockham, dnes mnohem slavnější). V letech 1322 až 1324 byl magistrem regens pro teologii. V letech 1325 až 1326 byl vicekancléřem celé univerzity.
Jak dlouho žil je nejisté; umřel patrně někdy v 50. letech 14. století.

## Dílo
- Quaestiones super librum Priorum analeticorum, tj. komentář k Aristotelovým Prvním analytikám, který má podobu dvaceti kvestií
- Contra ponentes naturam - pojednání o univerzáliích
- Utrum materia possit esse sine forma - krátký traktát o látce a formě
- Notabilia de contingencia et presciencia Dei - o Božím předvědění
- komentář k Sentencím Petra Lombardského - nedochoval se, ačkoliv je často citován mnoha anglickými teology pozdního středověku (ve svých vlastních komentářích k Sentencím je citují např. Adam Wodeham, Robert Holcot, či Walter Chatton)

Richardu Campsallovi se také připisoval spis Logica Campsale Anglici valde utilis et realis contra Ockham, velice zajímavý text, který je systematickou odpovědí na Ockhamovu Sumu logickou, ve kterém jsou napadeny základní teze Ockhamovy filozofie a logiky (např. jeho pojetí supozice, univerzálií a aristotelských kategorií). Dílo sice opravdu bylo napsáno v této době (a řadí se k většímu množství reakcí na Ockhamovu nominalistickou filozofii) a obsahuje marginální odkaz na Campsale anglicus, ale Campsallovi se připisuje neprávem. 

## Logika a teologie
V logice se Richard Campsall zabýval především rozvíjení sylogistické problematiky (základy systému logického odvozování označovaného jako sylogistika vypracoval již Aristotelés v Prvních analytikách - a právě tento spis Campsall komentoval). Hodně prostoru věnuje zkoumání sylogismů s premisami rozšířenými z hlediska temporálního (tj. s výroky o minulosti či budoucnosti) či modálního (tj. s výroky, které obsahují modální synkategorémata jako např. "nutně" či "je možné" apod.). (Toto je mimochodem stále nevyřešená oblast aristotelské sylogistiky.)
Dlouho se předpokládalo, že prvním myslitelem, který použil v teologii propracovaných nástrojů terministické logiky (především supoziční teorie), byl až William Ockham. Avšak současný výzkum ukazuje, že to prováděl již Campsall, o něco starší Ockhamův souputník na oxfordské univerzitě.
Nicméně nebyl tak optimistický ohledně užití logiky v teologii jako např. Ockham; měl spíše sklon rozlišovat mezi aristotelskou logikou a "logikou víry" (podobně jako Robert Holcot).